# Agelena shillongensis
Agelena shillongensis är en spindelart som beskrevs av Benoy Krishna Tikader 1969. Agelena shillongensis ingår i släktet Agelena och familjen trattspindlar. Inga underarter finns listade i Catalogue of Life.